# Paragus bispinosus
Paragus bispinosus är en tvåvingeart som beskrevs av John Richard Vockeroth 1986. Paragus bispinosus ingår i släktet stäppblomflugor, och familjen blomflugor. Inga underarter finns listade i Catalogue of Life.